# 角田市議会
角田市議会（かくだしぎかい）は、宮城県角田市の地方議会である。

## 概要
- 定数：16人[1]
- 任期：4年。議会解散が実施されれば任期満了前であっても議員任期は終了する。[2]
- 前回選挙：2023年（令和5年）9月10日投開票[3]

- 選挙区：市全体を1選挙区とする大選挙区制（単記非移譲式）
- 所在地：宮城県角田市角田字大坊41番地
- 主な役割：審議、議決、一般質問、代表質問、同意、市政のチェック、請願や陳情の審査、意見書の提出、調査研究、充て職、行政行事出席、行政視察等

### 委員会
- 議会運営委員会

#### 常任委員会[4]
- 総務産業常任委員会
- 教育厚生建設常任委員会

#### その他会議
- 会派代表者会議
- 議会だより編集会議

### 定例会
- 3月、6月、9月、12月[5]

### 事務局
- 議会事務局[6]

## 党派
- 無所属13人
- 公明党1人
- 日本共産党2人

（令和5年9月10日現在)

## 議員報酬等
| 役職   | 議員報酬        | 政務活動費  |
| ------ | --------------- | ----------- |
| 議長   | 月額 45万3000円 | 月額 5000円 |
| 副議長 | 月額 38万1000円 | 月額 5000円 |
| 議員   | 月額 35万7000円 | 月額 5000円 |

- 別途、年2回期末手当あり
- 政務活動費の残金は市に返還する義務がある
- 議員年金は2011年（平成23年）6月1日で廃止されている

## 事件・不祥事
- 2025年8月15日の夜、角田市議会の小湊毅議員が酒を飲んだあと、角田市内で軽トラックを運転し、衝突事故を起こした。酒気帯び運転の疑いで現行犯逮捕。同年8月18日に議員辞職。[9]